# Інститут військово-морських сил НУ «ОМА»
Інститут Військово-морських сил Національного університету «Одеська морська академія» — заклад вищої освіти Міністерства освіти і науки України, який здійснює підготовку фахівців для Військово-Морських Сил Збройних Сил України.

## Історія
Історичний шлях Інституту Військово-морських Сил Національного університету «Одеська морська академія» починається зі створення 2-го військово-морського училища в м. Севастополі у 1937 році, що здійснювало підготовку офіцерів командної ланки для кораблів та берегових частин флоту.
СРСР
Відповідно до Наказу Народного комісару оборони СРСР від 01.04.1937 року № 035 в м. Севастополі створюється «2-е воєнно-морське училище». Наказом Народного комісара ВМФ від 25.06.1939 року № 241 «2-е ВМУ» перейменовано в «Чорноморське воєнно-морське училище». За наказом Народного комісара ВМФ від 10.07.1940 року № 294 училище переведено в розряд вищих навчальних закладів, стало називатись «Чорноморське вище воєнно-морське училище».
У серпні-вересні 1941 року «Чорноморське ВВМУ» евакуювали до Ростова-на-Дону, в листопаді 1941 року, училище розформовано.
В березні 1946 році, згідно з Рішенням Головнокомандувача ВМФ СРСР розпочато формування в м. Севастополі військово-морського училища командирів малих кораблів.
15 грудня 1951 року відповідно до Наказу Воєнно-морського міністра СРСР в м. Севастополі на базі недобудованого та частково зруйнованого колишнього Морського кадетського корпусу розпочинається будівництво та формування «3-го Вищого воєнно-морського інженерного училища», надалі — «Севастопольське вище воєнно-морське інженерне училище».
Україна (1991—2014)
Постановою Кабінету Міністрів України № 490 від 19.08.1992 року на базі Чорноморського вищого воєнно-морського ордена Червоної Зірки училища імені П.С. Нахімова та Севастопольського вищого воєнно-морського інженерного училища створено Севастопольський військово-морський інститут.
17 вересня 1994 року, директивою Начальника ГШ ЗСУ № 111/1/069 в Севастопольському ВМІ створено командний (оперативно-тактичний) факультет для підготовки офіцерів оперативно-тактичного рівня.
8 жовтня 1994 року, Севастопольському військово-морському інституту вручено Бойовий Прапор.
20 липня 1999 року, постановою КМ України № 1291, Севастопольському військово-морському інституту було повернуто ім'я адмірала П.С. Нахімова.
На підставі Постанови КМ України від 03.07.2000 року № 1057 при Севастопольському ВМІ імені П.С. Нахімова створено Військово-морський коледж для підготовки мічманів, надалі старшин для потреб ВМС ЗС України.
Відповідно до Постанови Кабінету Міністрів України від 26.04.2007 року № 666 до складу Севастопольського ВМІ введено Науковий Центр Військово-Морських Сил.
У 2009 році, Севастопольський військово-морський інститут імені П.С. Нахімова реорганізовано в Академію ВМС імені П.С. Нахімова.
Україна після 2014 року
4 квітня 2014 року, вірні Військовій присязі 103 курсанти Академії ВМС імені П.С. Нахімова, внаслідок анексії АР Крим та міста Севастополь Російською Федерацією були переведені до м. Одеси разом з частиною командного і викладацького складу вишу.
На підставі Постанови Кабінету Міністрів України від 04.06.2014 року № 163 Академію ВМС імені П.С. Нахімова було ліквідовано та створено Факультет Військово-Морських Сил "Одеської Національної морської академії".
Постановою Кабінету Міністрів України від 13.07.2016 року № 433, факультет ВМС Національного університету «Одеська морська академія» переформовано в Інститут Військово-Морських Сил Національного університету «Одеська морська академія».
З 2024 року, згідно плану заходів з реалізації «Стратегії морської безпеки України», розпочато реорганізацію Інституту ВМС НУ «ОМА»,  відповідно якої інститут отримає статус самостійного вишу. Завершити її планують до 2028 року.

## Напрями підготовки
- Забезпечення військ (сил):
  - Морально-психологічне забезпечення у підрозділах, на кораблях (Військово-Морських Сил);
  - Пошуково-рятувальні та водолазно-аварійні роботи на морі.

- Озброєння та військова техніка:
  - Корабельна зброя та засоби навігації;
  - Корабельне радіотехнічне озброєння та засоби зв'язку;
  - Корабельні енергетичні установки;
  - Берегове ракетно-артилерійське озброєння.

## Міжнародне співробітництво
З 2014 року, факультет ВМС, надалі — Інститут Військово-Морських Сил Національного університету «Одеська морська академія» почав налагоджувати та підтримувати міцні міжнародні зв'язки з країнами-партнерами та їх флотськими вишами, а саме США, Великої Британії, Французької Республіки, Литовської Республіки, Республіки Польща, Республіки Болгарія, Румунії та інших країн.
З 2015 року, факультет ВМС, надалі — Інститут Військово-Морських Сил Національного університету «Одеська морська академія», долучився до програми НАТО з удосконалення військової освіти (DEEP).
Щорічно в Академії ВМС Італійської Республіки та Коледжі Королівських ВМС «Британія» здійснюється фахова підготовка найкращих курсантів Інституту ВМС НУ "ОМА".

## Відомі випускники
Павло Павлович Чабаненко — капітан 1 рангу, доктор військових наук, професор, заслужений діяч науки і техніки України. Засновник наукової школи – «розвиток теорії військових ерготехнічних систем».
Ігор Васильович Кабаненко — адмірал, Заступник Міністра оборони України (2014 р.). Президент Української агенції з перспективних науково-технічних розробок UA.RPA.
Ігор Володимирович Князь — віцеадмірал, командувач ВМС України (2003 – 2006 рр.). Аташе з питань оборони посольства України у США та в Мексиці.
Сергій Анатолійович Гайдук — віцеадмірал, командувач ВМС України (2014 – 2016 рр.).
Олексій Леонідович Неїжпапа — віцеадмірал, командувач Військово-Морських Сил Збройних Сил України (з 2020 р.).
Микола Миколайович Сердюк — контрадмірал, начальник Головного військового представництва Міністерства оборони України (1994 – 1997 рр.), начальник управління кораблебудування Міністерства оборони України (2000 – 2004 рр.). 
Ігор Володимирович Тимчук — контрадмірал, Перший заступник командувача Військово-Морських Сил Збройних Сил України –  начальник Одеського гарнізону (2015 – 2016 рр.), головний інспектор Військово-Морських Сил Головної інспекції Міністерства оборони України (2017 – 2019 рр.), завідувач кафедри військової підготовки Інституту Військово-Морських Сил Національного університету «Одеська морська академія» (2019 р.–). Очолює Благодійну організацію «Благодійний фонд сприяння розвитку Військово-Морських Сил України» .
Сергій Володимирович Тараненко — контрадмірал, начальник Академії військово-морських сил імені П.С. Нахімова (2007 – 2010 рр.), завідувач кафедри електрообладнання і автоматики водного транспорту Київського інституту водного транспорту імені Гетьмана Петра Конашевича-Сагайдачного Державного університету інфраструктури та технологій (2018–?).   
Дмитро Степанович Українець — контрадмірал, командир Західного морського району (1994 – 2004 рр.).    
Ілля Петрович Півненко — контрадмірал, начальник Управління Військово-Морських Сил Головного штабу Міністерства Оборони України (1992 р.), перший Начальник кафедри Військово-Морських Сил Академії Збройних Сил України (Національний університет оборони України імені Івана Черняховського), заступник командувача ВМС України (1996 – 1998 рр.).
Олексій Олексійович Риженко — контрадмірал, перший заступник командувача — начальник штабу Військово-Морських Сил України (1993 – 1995 рр.).
Віктор Васильович Фомін — віцеадмірал, Начальник Головного штабу – перший заступник Головнокомандувача Військово-Морських Сил України (1999 – 2003 рр.).

## Начальники
- капітан I рангу Шаров Ростислав Анатолійович (2014 – 2017 рр.)
- капітан I рангу Гончаренко Петро Дмитрович (2017 – 2020 рр.)
- капітан I рангу Шаров Ростислав Анатолійович, тимчасовий виконувач обов'язків (2020 – 2021 рр.)
- капітан І рангу Кіріакіді Максим Вікторович (2021 – до т.ч.).

## Цікаві факти сьогодення Інституту ВМС
Відповідно до розпорядження Командування ВМС ЗС України курсанти Інститут ВМС у 2019 та 2020 році брали участь у Державних випробуваннях ракетного комплексу «Нептун».
Завдяки співпраці з Державним концерном «Укроборонпром» у сфері практичної підготовки військових фахівців з експлуатації озброєння і військової техніки, курсанти Інституту ВМС проходять практику на Державному підприємстві Науково-виробничий комплекс газотурбобудування «Зоря»-«Машпроект».
З 2019 року запроваджений щорічний курс з підводного зварювання для курсантів за напрямом «пошуково-рятувальні та водолазно-аварійні роботи на морі», як результат співпраці між Інститутом електрозварювання ім. Є.О. Патона Національної академії наук України та Інститутом Військово-Морських Сил Національного університету «Одеська морська академія».
21 серпня 2021 року, Головнокомандувачем Збройних Сил України генерал-майором Валерієм Залужним, був затверджений Малюнок нарукавного знака Інституту Військово-Морських Сил Національного університету «Одеська морська академія» — нарукавний знак до парадного, парадно-вихідного та повсякденного однострою має вигляд геральдичного “іспанського” щита темно-синього (“ескадра”) кольору з срібним ланцюгом покладеним у кайму. Центральним елементом нарукавного знака є емблема у вигляді срібних схрещених між собою смолоскипа, адміралтейського якоря та якоря-кішки. Срібний ланцюг покладений у кайму символізує підготовку фахівців корабельного складу Військово-морських Сил Збройних Сил України. Смолоскип являє собою загальновживаний символ знань та навчальних закладів. Адміралтейський якір вказує на специфіку діяльності навчального закладу. Якір-кішка являє собою елемент герба міста Одеса та вказує на місце розташування навчального закладу.